# Wellevendheid
Wellevendheid is een stelsel van manieren en gedragingen die waarborgen dat mensen met elkaar omgaan op een manier die maatschappelijk aanvaard is en die positief wordt gewaardeerd. Hoewel een vergrijp tegen de wellevendheid negatief wordt ervaren, is het niet strafbaar.
In de hoge en late middeleeuwen van Europa was hoofsheid de gedragsnorm geweest van de adel, maar rond 1500 was de macht van de adel aangetast en was de hoofsheid in aanzien gedaald.
Van de zestiende tot en met de negentiende eeuw verschenen er, vooral in Frankrijk, boeken over wellevendheid, waarin stond welk gedrag was toegelaten en welk gedrag niet. Natuurlijk liet niet al het ongewenste gedrag zich zomaar afschaffen. Dat gedrag werd echter beperkt tot de huiselijke kring, of werd zelfs in het geheim gepraktiseerd, als het om sterk afgekeurd gedrag ging. Men ging over veel dagelijkse handelingen zwijgen.
Enerzijds kwam er steeds meer beïnvloeding van het gedrag en steeds meer sociale controle. Anderzijds zochten de mensen steeds meer bescherming binnen het gezin. Dit waren twee kanten van dezelfde medaille. Het resultaat was een scheiding tussen privé- en publiek leven, tussen innerlijk en uiterlijk.
De nieuwe wellevendheid kon zich mede zo goed verbreiden door de toepassing van de boekdrukkunst en de toenemende alfabetisering van de Europese bevolking in de zeventiende en achttiende eeuw.

## Normen
De normen voor wellevend gedrag verschillen naargelang de cultuur, het tijdperk en de situatie waarin het gedrag plaatsvindt, zoals blijkt uit de volgende voorbeelden:
- Cultuur In de ene cultuur geldt het als wellevend om een hogergeplaatste tijdens een gesprek niet aan te kijken, terwijl dit vermijden van oogcontact in een andere cultuur juist als onwellevend kan worden ervaren.
- Tijdperk In de middeleeuwen was het in Europa de gewoonte om met de handen te eten, tegenwoordig wordt dit vaak als onwellevend ervaren.
- Situatie Als men voor een vergadering is uitgenodigd, is het onwellevend om te laat te komen maar als men voor een verjaardag is uitgenodigd, is het onwellevend om te vroeg te komen.

## Erasmus, De civilitate morum puerilium

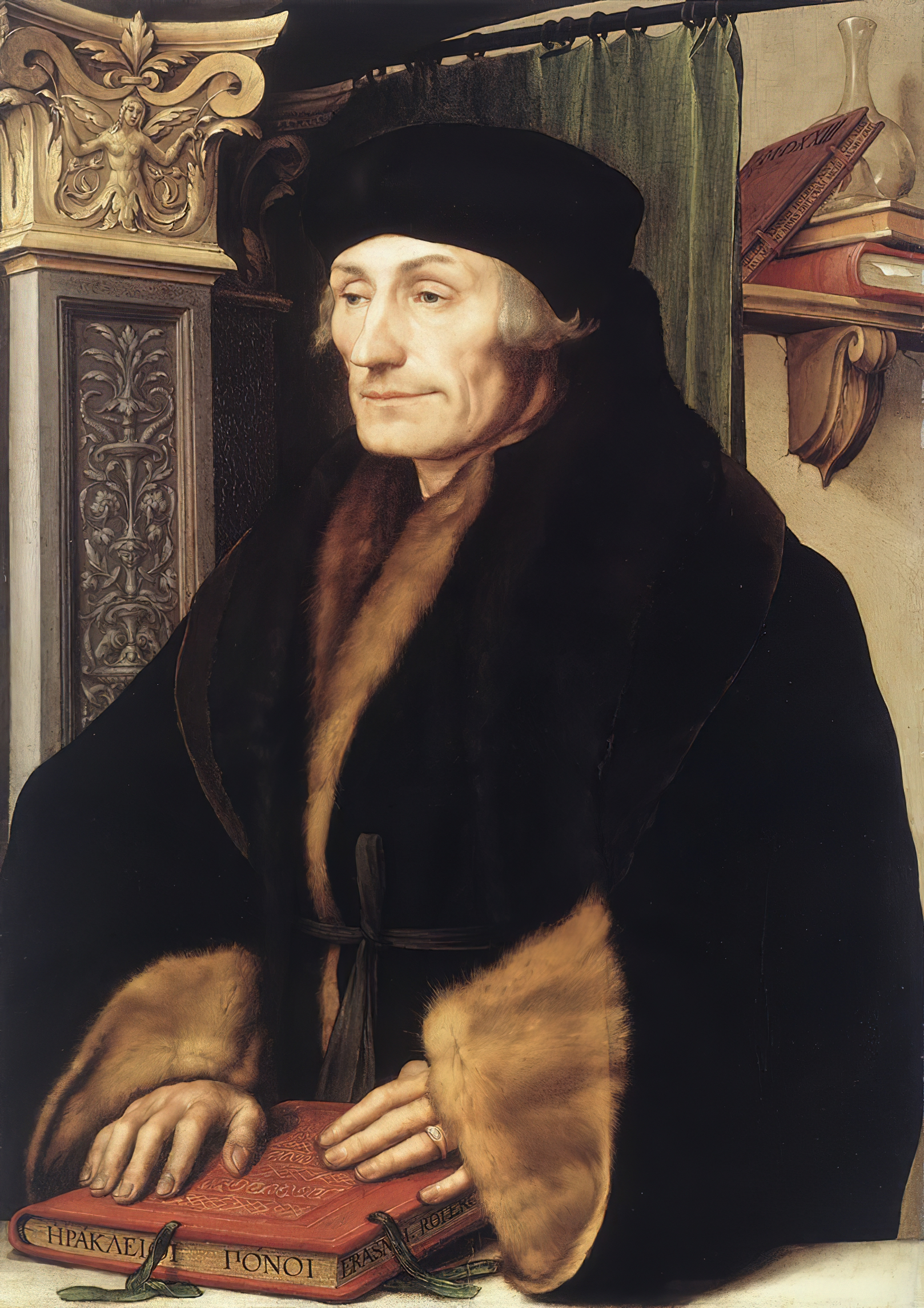
Desiderius Erasmus door Hans Holbein de Jonge

De filosoof Desiderius Erasmus (1469-1536) schreef in 1530 een wellevendheidsboekje voor de kinderen: "De civilitate morum puerilium". Erasmus vond dat de opvoeding meer succes had naarmate je er vroeger mee begon, want het jonge kind was nog onbedorven, stond nog open voor de opvoeding en kon zich niet anders voordoen dan het was.
Hoewel dit boekje zeker niet het beste werk van Erasmus was, werd het toch een groot succes en werd het in vele talen vertaald. Er zijn al vanaf 1550 nog heel veel wellevendheidsboekjes verschenen die gebaseerd waren op dit boekje. Mogelijk kwam dit doordat er behoefte bestond aan zekerheden in de onzekere tijd waarin het verscheen (de Renaissance): enerzijds was de Kerk door de Reformatie uiteengevallen en stond de hoofse ridderlijkheid bloot aan steeds meer kritiek en anderzijds was de absolute monarchie nog niet gevestigd.
Lichaamsuitingen zoals gebaren, gezichtsuitdrukkingen en houding waren volgens Erasmus uitingen van het innerlijk van de mens. Hij vond dat de gezichtsuitdrukking van een kind zacht, respectvol en eerlijk moest zijn.
Men dacht in die tijd dat als je erin slaagde om de uitingen van je lichaam te veranderen, je daarmee ook je innerlijk veranderde. Je kon je innerlijk dus door het opvolgen van de wellevendheidsregels aanpassen aan het humanistische ideaal van het juiste midden, de afwijzing van al het buitensporige.

### Protestanten
Het boekje was geschreven door een humanist, maar kreeg meteen een plaats binnen het protestantisme, zowel bij de lutheranen als bij de calvinisten. Ook de protestanten vonden dat een kind braaf, gehoorzaam en leergierig moest zijn. In tegenstelling tot Erasmus, die het jonge kind nog onbedorven vond, vonden de protestanten echter:
- Dat elk kind, net als elke volwassene, in wezen slecht was. Met een goede en strenge opvoeding was dit kwaad enigszins in te dammen. Het protestantse kind werd dus autoritair opgevoed volgens gedetailleerde regels: het werd van vroeg tot laat in de gaten gehouden.
- Dat die kinderen zouden opgroeien tot volwassenen die samen moesten kunnen leven. De wellevendheidsregels werden de protestantse kinderen dan ook als groep aangeleerd: in de klas op school. De wellevendheidsregels werden in de zestiende eeuw op protestantse scholen met een aan het absurde grenzende nauwkeurigheid voorgeschreven. Ze beschreven het hele leven van het kind van het opstaan tot het slapengaan.

Hoewel Erasmus de wellevendheid nog alleen maar nuttig vond in de omgang tussen mensen en niet veel gedrag als verplicht voorschreef, kwamen er naar aanleiding van zijn boekje al in 1536 boekjes uit die bol stonden van de autoritaire voorschriften. Deze boekjes waren, net als de catechismus in vraag- en antwoordvorm geschreven en de kinderen moesten ze klassikaal van buiten leren, ook de regels voor situaties die ze nog nooit hadden meegemaakt.
Erasmus had aanbevolen dat de ouders hun kinderen thuis zouden opvoeden, want dan zou het kind, als het iets fout deed, niet alleen maar een standje krijgen, maar ook aan het voorbeeld van zijn ouders kunnen zien, hoe het wél moest. Men moest gebruikmaken van het vermogen van het kind om anderen te imiteren, maar steeds meer ouders stuurden hun kinderen naar scholen.
In het Duitse Rijnland, in Engeland en ook in de Nederlanden was het aanleren van de wellevendheidsregels op school gedurende de hele zeventiende eeuw verplicht en in andere landen was het niet veel anders.

### Katholieken
Het succes van het boekje van Erasmus en de daarvan afgeleide boekjes was dermate groot, dat ze vanaf circa 1560 ook op katholieke contrareformatorische scholen werden gebruikt. Aanvankelijk werden de wellevendheidsregels hier nog vrij soepel gehanteerd: men wilde bijvoorbeeld de religieuze opvoeding van het kind nog aan de ouders overlaten. Maar toen de wellevendheidsboekjes rond 1670 werden ingevoerd op de armenscholen, werden daar de wellevendheidsregels op een systematische en autoritaire wijze aangeleerd. Het werd een ware dressuur van het lichaam en de kinderen stonden onder een buitengewoon streng toezicht. Een armenschool leek wel een politiestaat. Deze gang van zaken breidde zich uit tot alle katholieke lagere scholen en handhaafde zich tot aan het einde van de negentiende eeuw.
Ook op de katholieke scholen gebruikte men boekjes die in vraag- en antwoordvorm waren geschreven en die de kinderen van buiten moesten leren. Vanaf 1559 werden de wellevendheidsboekjes ook gebruikt als lesmateriaal om de kinderen te leren spreken, lezen, schrijven en bidden. Ze werden daartoe uitgebreid met het alfabet, regels voor spelling en interpunctie, gebeden enzovoort. De meester las uit het boekje voor, de kinderen moesten het nazeggen met het boek voor zich, en daarna moesten ze de tekst overschrijven. Deze strenge didactische opzet in klassikaal verband bood een goede mogelijkheid tot controle. Lesmateriaal was schaars en daarom bleven zowel de protestanten als de katholieken dit soort boekjes tot zeker 1882 op hun scholen gebruiken, ook al nam toen haast niemand meer de wellevendheidsregels serieus.
In 1705 publiceerde Johannes Baptist de la Salle een boekje dat hij had afgeleid van dat van Erasmus: "Règles de la bienséance de la civilité chrétienne" vol met strenge en gedetailleerde regels. Van dit boek werden tot 1875 zeker 126.000 exemplaren uitgegeven. De ideeën van Erasmus waren, zowel bij de protestanten als bij de katholieken al snel verworden tot een vorm van conformisme.

### Bibliothèque bleue
Al na 1600, maar ook in de achttiende en zelfs nog in de negentiende eeuw gingen dit soort wellevendheidsboekjes in Frankrijk en Vlaanderen deel uitmaken van de bibliothèque bleue. Ze waren klein en goedkoop en werden met de honderdduizenden en mogelijk zelfs met de miljoenen uitgegeven. Behalve het aanleren van de juiste omgangsvormen stonden er ook een aantal morele basisregels in, verder nog de grondbeginselen van lezen, spreken, schrijven en spellen en zelfs een aantal regels om valse vrienden te herkennen. Deze boekjes werden niet meer alleen door kinderen gelezen maar door hele volksmassa's die deze boekjes als een soort mini-encyclopedie zagen.

### Triomf van de uiterlijke schijn
In de zestiende en zeventiende eeuw werd van mensen verwacht dat zij op een aangename manier met elkaar om konden gaan. Zij kwamen onder steeds meer druk te staan om zich aan te passen aan uniforme regels, om zichzelf onder controle te hebben. Het grootste deel van het privéleven kwam onder toezicht van de gemeenschap te staan.
Het was niet voldoende om deze regels alleen maar van buiten te leren: het moest een soort tweede natuur worden. Iedereen moest in zichzelf een scheiding aanbrengen:
- Datgene wat toonbaar was: het wellevende. Dit voornamelijk uiterlijke voorkomen was waar het in het leven om ging.
- Datgene wat niemand wilde weten: dit deel werd verdrongen, er werd over gezwegen, men schaamde zich ervoor, het was taboe.

De Civilitate van Erasmus had eigenlijk alleen maar gesteld dat het kind zichzelf niet mocht toestaan om iemand anders te beledigen of te bedriegen. Het mocht zich niet aan buitensporigheden te buiten gaan. Het moest een goed geweten en een open geest hebben, een opgewekt gezicht, een kalme, eerlijke blik en een zachte, rustige stem. Het boek van De la Salle ging veel verder. Je moest de indruk wekken dat je "eenvoudig" was, je mocht vooral niet gekunsteld overkomen, maar toch moet je de houding van al je lichaamsdelen doorlopend onder controle hebben, moest je elke stap tot op de millimeter afmeten. Ernst en waardigheid, verhevenheid en grootsheid, plechtstatigheid en wijsheid, kortom: de uiterlijke schijn kwam in de plaats van het opgewekte kind van Erasmus.
Alles moest aan de eisen van de uiterlijke schijn voldoen. Op de eerste plaats kwam datgene dat gezien werd. Wat "slecht" was, werd verborgen gehouden, dus wat verborgen gehouden werd, was slecht. Erasmus had al tegen de kinderen gezegd dat ze in gezelschap niet zonder reden moesten lachen, want misschien zou iemand zich wel uitgelachen voelen, dus als ze dan toch gelachen hadden, dan moesten ze meteen uitleggen waarom en als ze dat niet konden, dan moesten ze er maar een "goede reden" voor verzinnen.
Al rond 1705 kreeg, in de ogen van De la Salle, elke uiting van intimiteit iets verdachts. Als je zat, mocht je niet eens met een stokje op de grond "tekenen", want dan was je een dromer of slecht opgevoed. Je mocht vooral niet laten zien wie je werkelijk was. Je gedrag moest correct en christelijk zijn. Maar het lichaam was natuurlijk ook de drager van schandelijke en onchristelijke hartstochten. Daarom moest men zich van jongs af aan onderwerpen aan een strenge opvoeding.

### Tafelmanieren
Zie ook: Tafelmanieren
Tot 1500 luidde het devies aan tafel: "wees geen slokop, houd je fatsoen en heb respect voor je disgenoten". Daarna voegden de wellevendheidsboeken daar een hoop gedetailleerde voorschriften aan toe: de tafeletiquette. Eten in gezelschap vroeg zelfbeheersing, want aan tafel werd een ingewikkeld ritueel opgevoerd. Het leek wel de choreografie van een ballet: een opeenvolging van gebaren die voor iedereen vaststond. Het lichaam met zijn onbescheiden lusten, zijn geborrel en zijn geuren moest je onder controle zien te houden. Er kwam steeds meer tafelgerei zoals bestek, borden, glazen en servetten waar men perfect mee om moest kunnen gaan.

### Schaamte

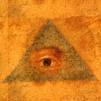
Alziend oog van God, detail Emmaus avondmaal, Jacopo da Pontormo, 1525

De kerk stelde dat de mens vóór de erfzonde nog onbekommerd naakt geweest was, maar dat hij zich daarna ging schamen voor zijn naaktheid en kleren moest gaan dragen.
Erasmus had het over lichaamsdelen die uit schaamte bedekt moesten blijven, maar hij vond dat men (in afzondering) gerust zijn behoeftes mocht doen en dat men elkaars afzondering op zo een moment moest respecteren. Dertig jaar later was Calvijn al veel strenger: zelfs een klein kind moest zich schamen om zijn geslachtsdelen aan te raken en als men zijn behoeftes deed, mocht men niet naar zichzelf kijken. Zelfs als je je voeten waste, moest je de andere kant op kijken: voeten werden niet getoond en dus mochten ze ook niet gezien worden. Als je in bed lag, mochten de dekens niet de vorm van je lichaam aannemen: iemand zou het eens kunnen zien! Je mocht niet eens je slaapmuts ergens laten slingeren want iemand zou hem kunnen zien en dan aan je naakte lichaam gaan denken.
Deze dwang kwam in eerste instantie nog van buitenaf en werd de mens opgelegd. Maar na verloop van tijd werden al die regels verinnerlijkt: het werd een zelfdwang. En die dwang werd steeds groter. In de zeventiende eeuw mocht je nog op de grond spuwen, ook als er aanzienlijke mensen bij waren, als je er daarna maar je voet opzette. Vroeger mocht je gerust gapen, als je het maar niet onder het praten deed. Begin achttiende eeuw mocht dat allemaal niet meer. Sommige lichamelijke functies werden zelfs gewoon doodgezwegen. Lang waren er verschillende regels geweest over hoe je in het openbaar je neus moest snuiten zonder dat iemand daar last van had. De la Salle zweeg hier in 1705 echter over. Je neus snuiten in het openbaar was iets onbehoorlijks geworden.
De mondaine (wereldlijke) elite beheerste zichzelf doorlopend. Dit gedrag verbreidde zich onder grote delen van de bevolking en daar speelde de godsdienst een grote rol in. Erasmus had al gezegd dat iedereen een beschermengel had die je voortdurend begeleidde. Deze beschermengel was echter nog een vriendelijk wezen. Later stampten zowel de protestanten als de katholieke contragereformeerden het er bij hun gelovigen in dat je nergens aan Gods blik kon ontsnappen. Bij De la Salle werd deze controle zo erg dat je geen rechtstreekse band meer met jezelf kon hebben: bij het slapengaan mocht je niet meer naar je eigen lichaam kijken. Rondom het lichaam kwam aan het begin van de Verlichting een sfeer van geheimzinnigheid, schaamte, clandestiniteit en stilzwijgen.

### Huilen
Lichaamsfuncties werden al heel gauw onwellevend genoemd, maar sommige uitingen van het lichaam mochten van de samenleving wat langer voortbestaan, zoals het huilen. Huilen mocht de hele achttiende eeuw en zelfs nog tijdens de Franse Revolutie, in het openbaar in de schouwburg en bij het (gemeenschappelijke) lezen. Pas in de negentiende eeuw werd ook het huilen "verboden". Daarvoor in de plaats kwam toen een pijnlijke naarbinnengekeerdheid.

### Lichaamsverzorging
Tot 1500 namen de meeste mensen regelmatig een bad, hoewel geestelijken en moralisten daar in bepaalde periodes wel tegen waarschuwden. Maar tussen 1500 en 1750 was de ontkenning van het lichaam dermate groot geworden dat men alleen nog maar zijn handen en gezicht waste. Dit waren de enige lichaamsdelen die getoond mochten worden en dus waren het de enige lichaamsdelen die men zien mocht, ook als ze van jezelf waren.
Water was gevaarlijk, want het kon overal in doordringen. Dus men waste de handen en het gezicht voorzichtig en wreef de rest van het lichaam droog af en parfumeerde het. Wel trok men vaak schoon ondergoed aan. De kleding moest natuurlijk netjes en mooi zijn, want die was zichtbaar. Vooral het witgoed (zichtbaar in boord en manchetten) moest fris zijn want dat was een teken van zindelijkheid.
Toen de wellevendheidsregels rond 1700 ook tot het volk waren doorgedrongen, zocht de elite naar andere manieren om zich van de lagere klassen te onderscheiden. Zij mikte de wellevendheidsregels in de prullenmand en ging zich weer wassen, eerst met warm water en later zelfs met koud water. Het volk waste zich nog lange tijd niet. De elite interesseerde zich weer voor het functioneren van het lichaam en hoe men dat kon verbeteren. De hygiëne werd gezien als een middel om de gezondheid te bewaren of te verbeteren en werd in het onderwijs besproken. Maar al snel zou ook de hygiëne onderworpen worden aan een alziende collectieve controle.

## Baldassare Gastiglione, Il libro del Cortegiano

Graaf Baldassar Castiglione, door Rafaël Santi

Alle boeken van de navolgers van Erasmus leerden de mensen de regels van de wellevendheid aan. Ze gingen er dus van uit dat je wellevendheid kon leren.
Tijdens het absolutisme kreeg de samenleving een nieuwe hiërarchie: de absolute vorst met zijn hof, de hoge en de lage adel, de geestelijkheid, de grote en de kleine burgerij en tot slot het volk. Alleen de algemene wellevendheidsregels golden nog voor iedereen, voor bepaalde groepen op de ladder van de hiërarchie gingen daarenboven nog speciale regels gelden.
In 1528, twee jaar vóór de Civilitate van Erasmus, verscheen aan een hof in Italië een nieuw boek: "Il libro del Cortegiano" (Het boek van de hoveling) van Baldassare Castiglione (1478-1529). Dit boek behandelde speciaal de wellevendheid aan het hof. De volmaakte hoveling had succes omdat hij de gunst van zijn vorst genoot en de achting van hooggeplaatsten. Ook dit boek werd een groot succes, het werd in alle Europese talen vertaald en druk bewerkt, veranderd en aangepast.
Er zijn echter grote verschillen tussen het boek van Erasmus en dat van Castiglione. "Il libro" is geen opvoedkundig handboek, want:
1. Wellevendheid kòn je helemaal niet leren, het was een gave die de hoveling al bij zijn geboorte had gekregen.
2. De hoveling mocht dus gerust improviseren, hij hoefde zich niet druk te maken over regeltjes en voorschriften, want door zijn geboorte had hij toch al altijd gelijk.
3. De echte edelman zou het wel uit zijn hoofd laten om te laten merken dat hij voor zijn gedrag moeite moest doen of het zich had moeten aanleren. Alles wat hij deed, deed hij nonchalant, zelfs met enig misprijzen, zodat niemand kon zien dat het aangeleerd was. Het moest vanzelf lijken te gaan, zonder nadenken. De ware kunst was dus de kunst om het geen kunst te laten lijken. Als iemand zou doorzien dat deze houding aangeleerd was, dan was het allemaal voor niets geweest.

### Salons
Het hof stond rond 1620-1630 bekend om haar grote sociale controle, het voortdurende ceremonieel en haar strakke hiërarchie. Vooral de steeds groter wordende autoriteit van de absolute monarch (Lodewijk XIII) werd als een last ervaren. Verder waren de manieren aan het hof van Hendrik IV (1553-1610) en Lodewijk XIII (1601-1643) nogal ruw. De hofadel wilde daar van tijd tot tijd aan ontsnappen en kwam dan samen in de salons van grote, adellijke huizen in Parijs. Vaak stond daar een vrouw aan het hoofd. De beroemdste salon was het Hôtel de Rambouillet. De salons werden ook bezocht door vrouwen en dit vrouwenbezoek speelde een grote rol. Men probeerde elkaar hier te ontmoeten zonder uiterlijk vertoon. Men sprak en schreef met elkaar, speelde spelletjes en las samen boeken, vooral herders- en geschiedkundige romans.
Men was het roerend met elkaar eens dat er geen sprake van was dat men de wellevendheid kon leren, er hoefden dus ook geen leerboeken voor geschreven te worden. De hovelingen vroegen zich af waarop de wetten van de wellevendheid gebaseerd waren en via talloze spitsvondigheden kwamen ze telkens weer tot de conclusie dat het een begaafdheid was die bij de geboorte werd verkregen want je kon het onmogelijk leren. Zeker, je moest het ontplooien, maar dat konden alleen maar de mensen die het al hadden. De hovelingen vonden zichzelf de vaklui in het zich bewegen in mondaine kringen. Ze waren volmaakt, precies zoals van hen verwacht werd.

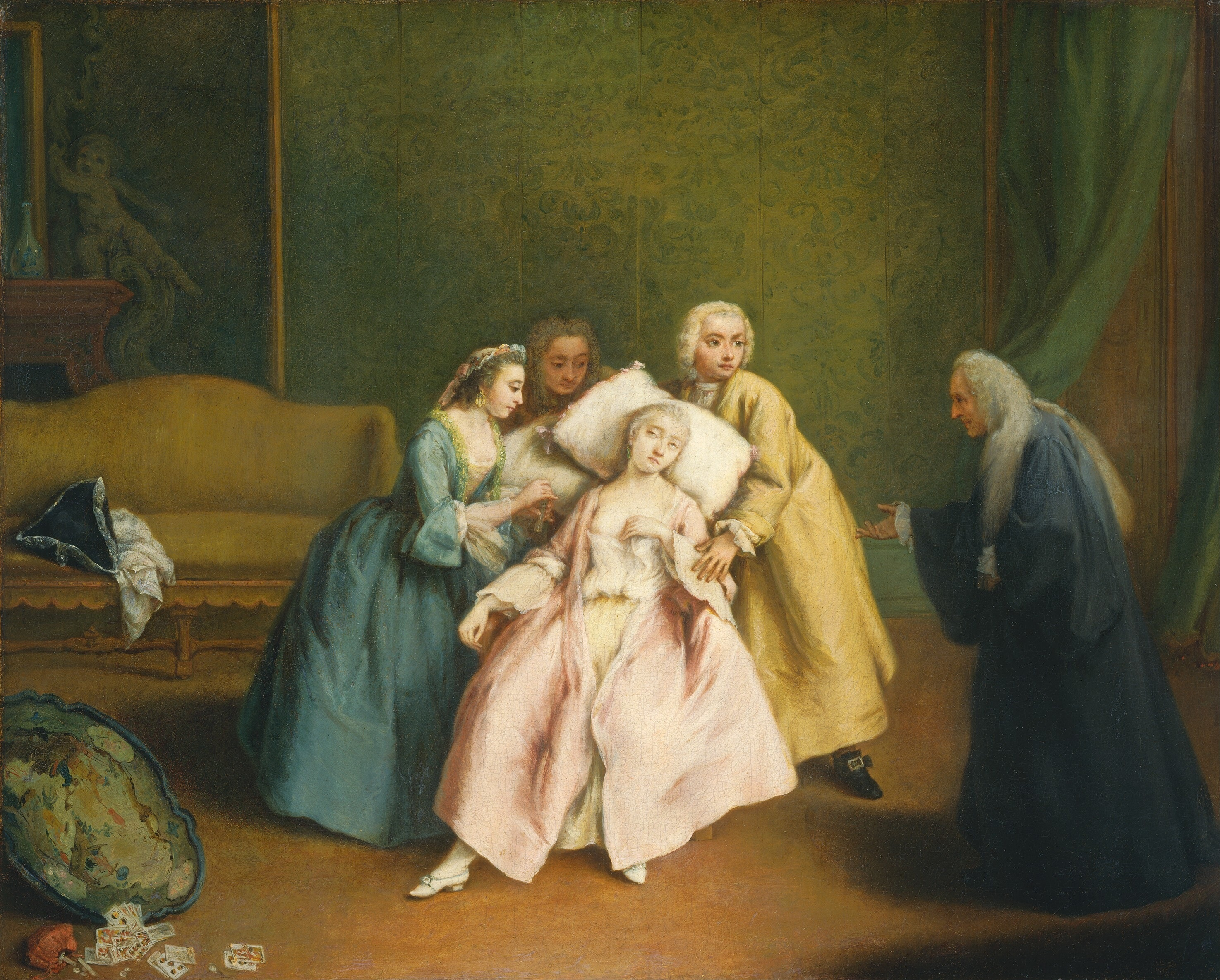
Pietro Longhi, Flauwvallen, 1740
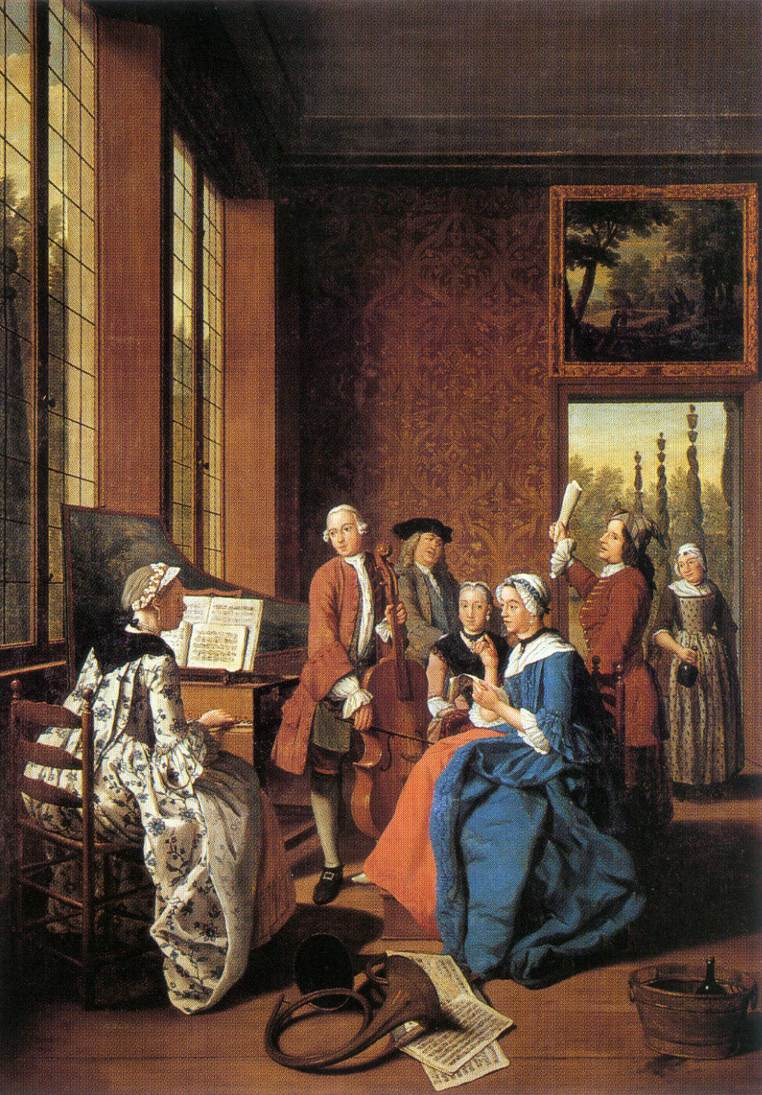
Horemans, concert, 1764
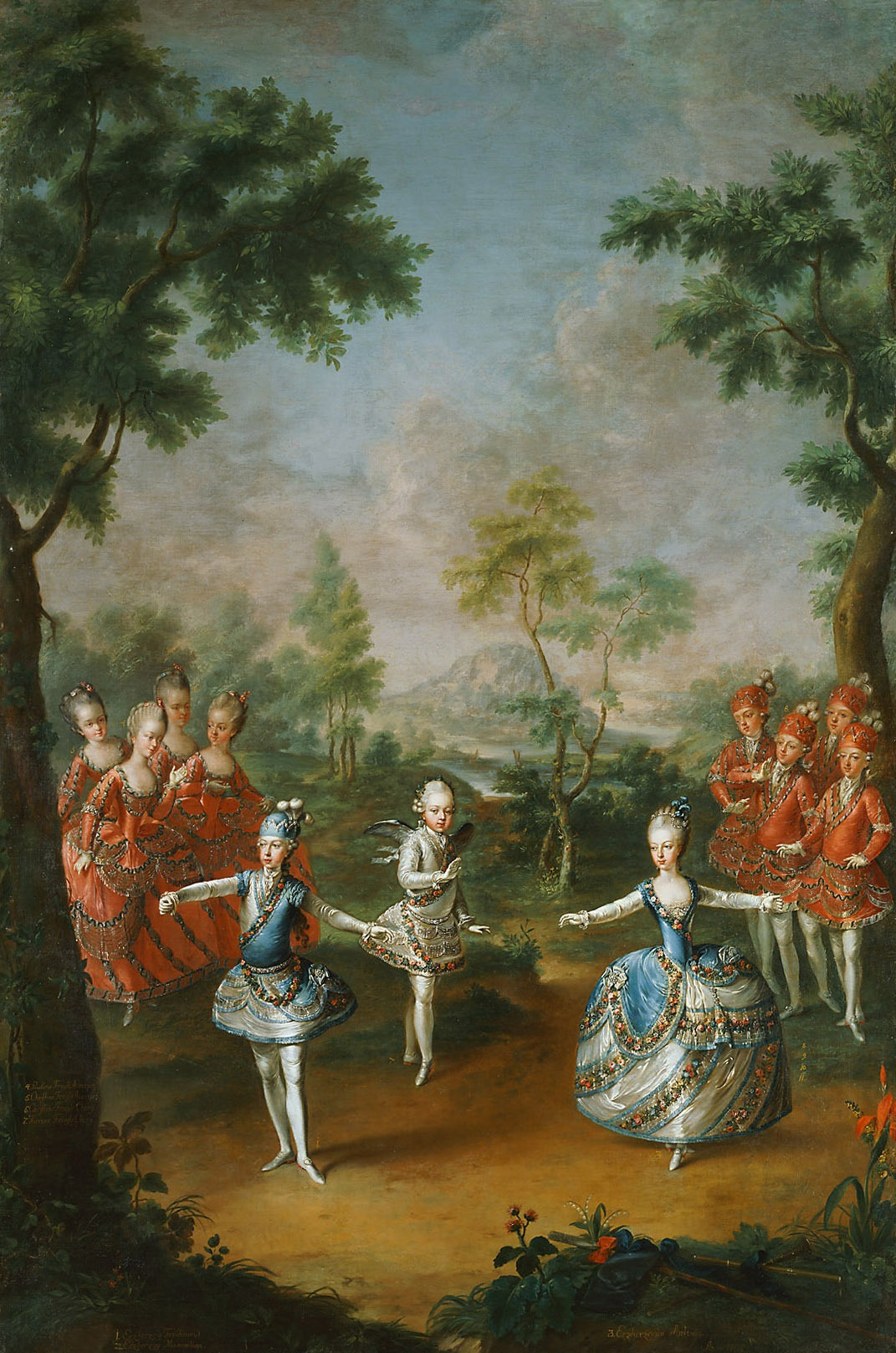
Johann Georg Weikert, dans, 1765

### Aristocratische begaafdheid
Lodewijk XIV had de hoge adel volledig onderworpen en hun onderlinge samenhorigheid gebroken. Hij had hun een hoge sociale status aan zijn hof gegeven en veel geld maar verder moesten ze hem strikt gehoorzamen. Iedereen had zijn plaats en rang in de hiërarchie aan het hof en men moest zich daarnaar gedragen. De hovelingen stonden niet alleen tot in de kleinste details van hun leven onder toezicht van de koning, maar ze controleerden ook elkaar en vooral zichzelf.
De hoveling had bij zijn geboorte het talent meegekregen voor: conversatie, dans en spel, de omgang met wapens, enzovoorts. Alles wat daarbij herinnerde aan zijn innerlijk, zijn inspanning, moest worden verdrongen. Hij moest naar buiten toe vooral elegant zijn. Het ging uitsluitend om zijn sociale leven, om  de uiterlijke schijn. Veinzen moest een manier van leven worden. Kleding, woordgebruik, voorkomen, alles moest aan de normen van de groep voldoen. Het lichaam werd omhangen met parfum, poeder en pruiken zodat het voldeed aan de verwachtingen van de omgeving.

### Navolging
In Italië verscheen in 1558, in navolging van "Il libro", een etiquettehandboek, de Galateo genaamd. Dit boek raakte wijdverspreid terwijl het eigenlijk alleen voor hovelingen bedoeld was. Toch lazen ook de lagere standen het en het werd in Frankrijk geïntegreerd in de al bestaande wellevendheidshandboeken. De hele maatschappij ging proberen om regels na te volgen die niet voor hen bedoeld waren.
Ook in de zeventiende eeuw verschenen er nog verhandelingen over de wellevendheid, maar deze boeken richtten zich steeds minder op de hovelingen en steeds meer op de mensen die ervan droomden om daar ooit deel van uit te maken: de lagere adel in de provincie.
De aspirant-hoveling móést wel denken dat hij de wellevendheid kon leren terwijl de bezoekers van de salons zeker wisten dat dat niet kon. De aspirant-hoveling moest een manier vinden om ergens in uit te blinken om zijn lagere afkomst te compenseren. Maar hij moest toch ook de regels van de uiterlijke schijn respecteren dus niemand mocht merken dat hij ergens moeite voor deed.
Nicolas Faret was de zoon van een handwerksman in de provincie maar hij was opgeklommen tot een hoge functie aan het hof en hij werd zelfs als schrijver gewaardeerd in de salons. In 1630 publiceerde hij een boek met de boodschap dat als een mens maar deugdzaam was, hij zich kon opwerken. In 1671 verscheen de "Nouveau traité de la civilité" van Antoine de Courtin waarin eveneens gesteld werd dat een deugdzaam en godsdienstig mens zich kon opwerken ondanks een lagere geboorte en dat je het gedrag dat daarvoor noodzakelijk was kon aanleren. In feite gebeurde het echter vrijwel nooit dat iemand van lage afkomst zich opwerkte tot hoveling.
Het boekje van de Courtin werd vaak uitgegeven en in vele talen vertaald. Ook mensen die helemaal geen hoveling in Parijs wilden worden, lazen het, omdat ze graag de gedragscodes van het hof wilden overnemen. Het werd een wellevendheidsboekje voor het grote publiek. Het boekje legde uit dat elk gesprek een gesprek was tussen ofwel gelijken ofwel tussen een hogergeplaatste en een lagergeplaatste. De Courtin beschreef gedetailleerd hoe elke sociale klasse zich moest gedragen. Iedereen moest vooral zijn eigen plaats kennen, want dat moest aan het hof ook en je moest je volledig onderwerpen aan de regels van het uiterlijk vertoon. 
Nu impliceerde dit uiterlijk vertoon dat je het juiste gedrag bij je geboorte als een gave gekregen had en toch huldigde ook dit boek het idee, dat je het gedrag dat noodzakelijk was om je op te werken, kon aanleren. Courtin moest tot een compromis komen tussen deze twee tegenpolen, en daarom stelde hij dat je de wellevendheidslessen net zo lang moest verinnerlijken totdat het een "aangeboren" gave was geworden. De wellevendheid moest ontspannen en natuurlijk zijn en beslist niet gemaakt. Je moest als het ware je eigen sporen uitwissen.

## Einde van de wellevendheid
Zowel de oorspronkelijke regels van Erasmus als die van Gastiglione waren ingrijpend veranderd om ze voor een breed publiek toegankelijk te maken en vanaf omstreeks 1665 begon dat publiek de wellevendheidsboekjes te verslinden. Er kwamen boekjes voor lagere scholen en burgercolleges, voor de stedelingen, voor de hoge aristocratie aan het hof en voor de lagere aristocratie in de provincie. Rond 1700 was de wellevendheidscultus op het toppunt van haar succes. Daarna groeide ze nog weliswaar verder bij de lagere standen maar werd ze door de elite afgewezen.
Er was al in de zeventiende eeuw kritiek op de wellevendheidsregels geweest. Het werd voorgesteld als een gedragsdressuur. Michel de Montaigne vond dat je de regels niet slaafs moest navolgen, omdat alle landen en zelfs alle steden weer andere wellevendheidsnormen hadden. Maar de ernstigste kritiek kwam wel van mensen die de wellevendheid zagen als een vorm van hypocrisie.
Rond 1690, toen al veel mensen de wellevendheid beheersten, had de aristocratie de wellevendheid al lang afgewezen, zijnde onnatuurlijk. Tussen 1693 en 1696 verschenen er uit die hoek sarcastische boeken met teksten als: "de burgermensen, de provincialen, de schoolfrikken: het zijn meesters in het maken van buigingen, ze overladen je met hun vlijerijen en hinderlijke beleefdheden, ze staan bij de deur urenlang "Na u! Na u!!" te roepen, terwijl wij ons al lang hebben ontworsteld aan alles wat op dwang lijkt". Het was duidelijk: wie niet bij die groep hoorde, zou het nooit goed kunnen doen. Het was nu alleen niet meer de afwezigheid maar juist de aanwezigheid van wellevendheid die maakte dat je er niet bij hoorde.
Rond 1750 vond men de wellevendheid niets anders meer dan een vorm van beleefdheid. Iets dat de omgang tussen de mensen vergemakkelijkte. Sébastien Mercier stelde: "zonder die slimme leugen zouden de mensen elkaar naar het leven gaan staan". De encyclopédie stelde dat de wellevendheid de buitenste laag van het sociale gedrag vormde en alleen belangrijk was voor mensen van een lagere stand.
Rond 1780 verschenen er wellevendheidsboekjes die door "grote" burgers (rijke kooplieden, juristen, bankiers, notarissen, vermaarde artsen en hoge ambtenaren in dienst van de koning) geschreven waren. Zij schreven deze verhandelingen voor de adel (die ze niet wilde lezen) en voor de grote burgerij en nadrukkelijk niet voor de kleine burgerij (ambachtslieden, winkeliers en handelaren). Op deze manier kon de grote burgerij zich afzetten tegen de kleine burgerij en het volk (handwerkslieden, arbeiders, ambtenaren en dienaren). Weer enkele decennia later, in de tijd van de Revolutie schreven zelfs "kleine" burgers wellevendheidsboekjes en viel alleen nog maar het gewone volk uit de boot: "die lompe kinkels die denken dat het uiterlijk evenveel waard is als het innerlijk, die denken dat je omgangsvormen en goed gedrag uit boeken kunt leren, als je maar goed je best doet". De burgers wisten wel beter!
Achteraf beschreef men de wellevendheidsregels als een stel autoritaire regels, een klucht van uiterlijkheden. Alleen kleine burgers hielden zich nog bezig met "die langdradige ceremonies en plichtplegingen waarvan ze denken dat ze wellevend zijn". De mensen die echt in de wereld verkeerden, vonden ze uitermate vermoeiend. De wellevendheidsnormen waren rond 1800 ouderwetse formaliteiten geworden.
En toch werden de wellevendheidsboekjes niet alleen de hele achttiende maar meer nog in de negentiende eeuw (tot zeker 1850) in steeds toenemende aantallen tot in de verste uithoeken van het land verkocht. Maar steeds meer alleen maar aan de laagste klassen en op het platteland.
De wellevendheidsboekjes werden lang op de lagere scholen als lesmateriaal gebruikt om handgeschreven teksten te leren lezen, omdat het cursieve lettertype waarin die boekjes gedrukt waren, veel op handschrift leek. Maar rond 1850 werd het gedrukte lettertype vereenvoudigd en begon het te lijken op de letters zoals wij die nu kennen. De oude letters en daarmee ook de wellevendheidsboekjes, werden steeds moeilijker om te lezen. Het onderwijs in de wellevendheid werd ouderwets.

## Rousseau

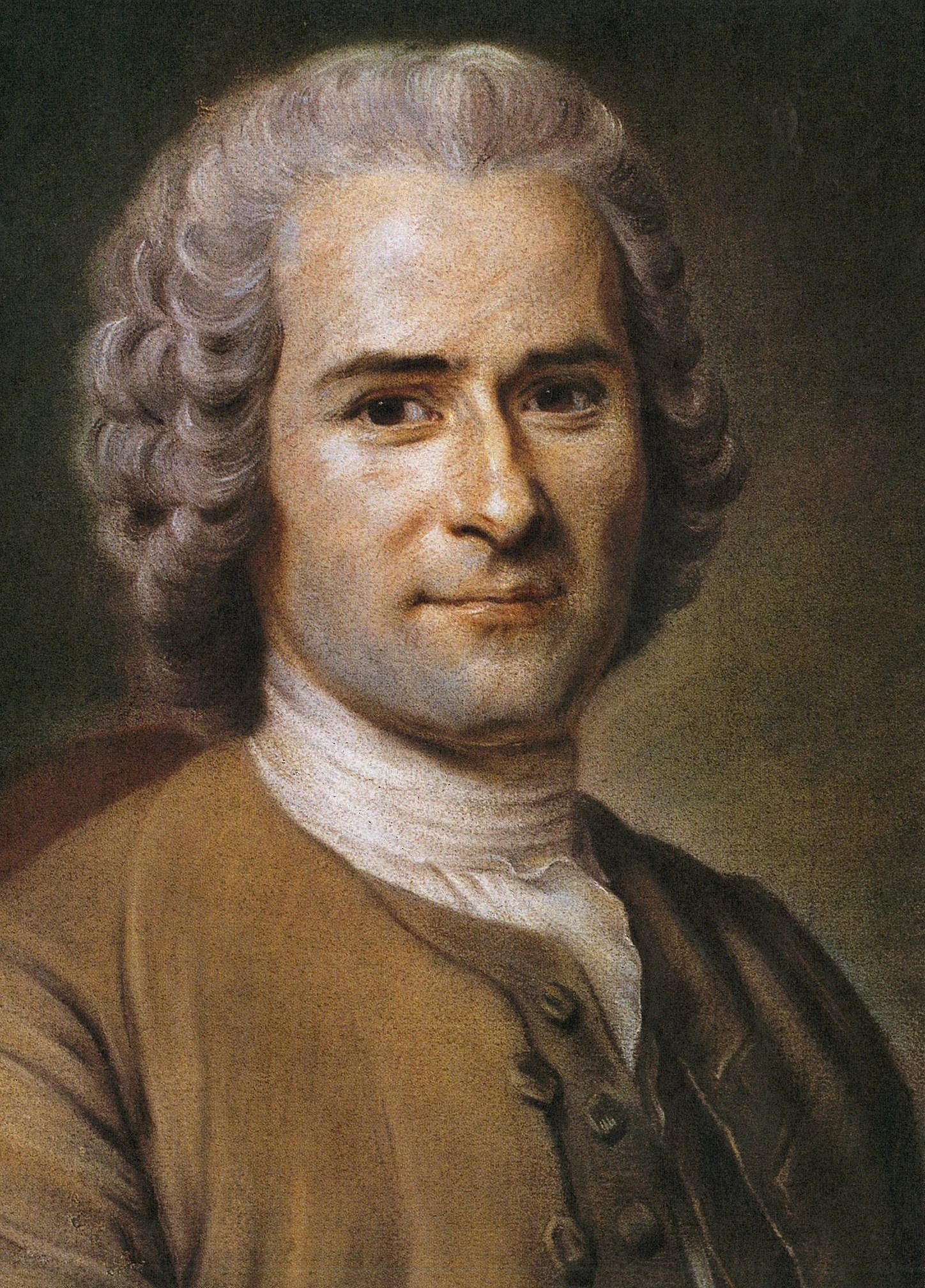
Rousseau door Maurice Quentin de La Tour, replica van werk uit 1753

Aan het einde van de achttiende eeuw stelde Rousseau (1712-1778) dat de wellevendheid een dwangbuis was. Hij schreef het boek Émile ou de l' éducation, waarin hij pleitte voor het herinvoeren van verloren deugden als een gevoelige en goede natuur. Met een beroep op hart, rede en innerlijk raadde hij iedereen aan om zich weinig meer aan te trekken van de regels van de wellevendheid. Rousseau beroemde zichzelf er zelfs op dat hij weleens onwellevend was.
Rousseau stelde dat vroeger de achting die iemand kreeg, afhing van zijn afkomst, rang en rijkdom en dat men heel veel moeite moest doen om zich alle nuances van de wellevendheid eigen te maken. Van hem hoefde men nog maar één regel te volgen: "je tegenover iedereen ongedwongen, bescheiden, open en loyaal te gedragen". In Émile ou de l' éducation zag hij daarbij de natuurlijke vrijheid van ieder pasgeboren kind als het ideaal en hij vond dat deze vrijheid gedurende de hele opvoeding gehandhaafd moest blijven.
Rond de Franse Revolutie kwamen er nog republikeinse wellevendheidsboekjes op de markt die de idealen van Rousseau probeerden te integreren binnen een herziene Erasmiaanse formule.